# Chalap
Ne pas confondre avec Chalap hameau de la commune de Sénéchas dans le Gard (30).
Le chalap, shalap, ou tan, est une boisson originaire du Kirghizistan et du Kazakhstan. Elle est également consommée en Ouzbékistan.
Elle est fabriquée à partir de qatiq, de sel et, plus récemment, d'eau gazeuse. 
Elle est vendue principalement par la compagnie Shoro sous le nom de Chalap Shoro.